# Göran Lundström
Göran Lundström é um maquiador sueco. Como reconhecimento, foi nomeado ao Óscar 2019 na categoria de Melhor Maquiagem e Penteados por Gräns (2018).